# Vinchiaturo
Vinchiaturo é uma comuna italiana da região do Molise, província de Campobasso, com cerca de 2.781 habitantes. Estende-se por uma área de 35 km², tendo uma densidade populacional de 79 hab/km². Faz fronteira com Baranello, Busso, Campobasso, Campochiaro, Colle d'Anchise, Guardiaregia, Mirabello Sannitico, San Giuliano del Sannio.

## Demografia
| Variação demográfica do município entre 1861 e 2011                               |
|                                                                                   |
| Fonte: Istituto Nazionale di Statistica (ISTAT) - Elaboração gráfica da Wikipedia |